# Andorra
Andorra, officieel het Prinsdom Andorra (Catalaans: Principat d'Andorra), is een dwergstaat in het zuidwesten van Europa, in de oostelijke Pyreneeën en begrensd door Frankrijk (Occitanië) en Spanje (Catalonië). Het geïsoleerde land is vooral afhankelijk van toerisme en zijn status als 'belastingparadijs'. Andorra is geen lid van de Europese Unie. De officiële taal is Catalaans.

## Geschiedenis
Andorra kan gezien worden als het laatste onafhankelijke overlevende gebied van de Marca Hispanica (Spaanse marken), de bufferstaten die werden gesticht door Karel de Grote om de islamitische Moren tegen te houden en ze toegang tot christelijk Frankrijk te beletten.
De traditie zegt dat Karel de Grote het Andorrese volk in 805 een stuk land gaf in ruil voor hun strijd tegen de Moren. Zeker is dat Karels kleinzoon Karel de Kale Sunier I, de graaf van Urgell, benoemde tot heerser van Andorra. Een afstammeling van de graaf droeg het land later af aan het bisdom van Urgell, geleid door de bisschop van Urgell.
In de 13e eeuw raakte de geestelijke overheid van Urgell in strijd met het graafschap Foix (aan de andere, oftewel Franse kant van de Pyreneeën) om de heerschappij van het gebied. Dit conflict eindigde in 1278 met het besluit de soevereiniteit tussen beiden te delen, wat in 1607 werd bestendigd door de erfgenamen/opvolgers van beiden uit te roepen tot covorsten.
Vanwege de isolatie van het land heeft Andorra's bestaan zich buiten de hoofdstroom van de Europese geschiedenis afgespeeld, met weinig banden met andere landen. Andorra heeft al meer dan 700 jaar geen oorlog meer gekend.
De toeristenindustrie, gestimuleerd door ontwikkelingen op het gebied van vervoer en communicatie, heeft het land uit zijn isolement gehaald, maar ook stress gebracht. Verder werd het politieke stelsel in 1993 grondig gemoderniseerd.
Andorra is op politiek gebied sterk verbonden met de Europese Unie, zonder er lid van te zijn. Sinds 2002 gebruikt het de euro als betaalmiddel. In 2014 werden er voor het eerst eigen euromunten geslagen, die begin 2015 in omloop werden gebracht. Voor de invoering van de euro waren de Franse frank en de Spaanse peseta beide wettig betaalmiddel.

## Geografie

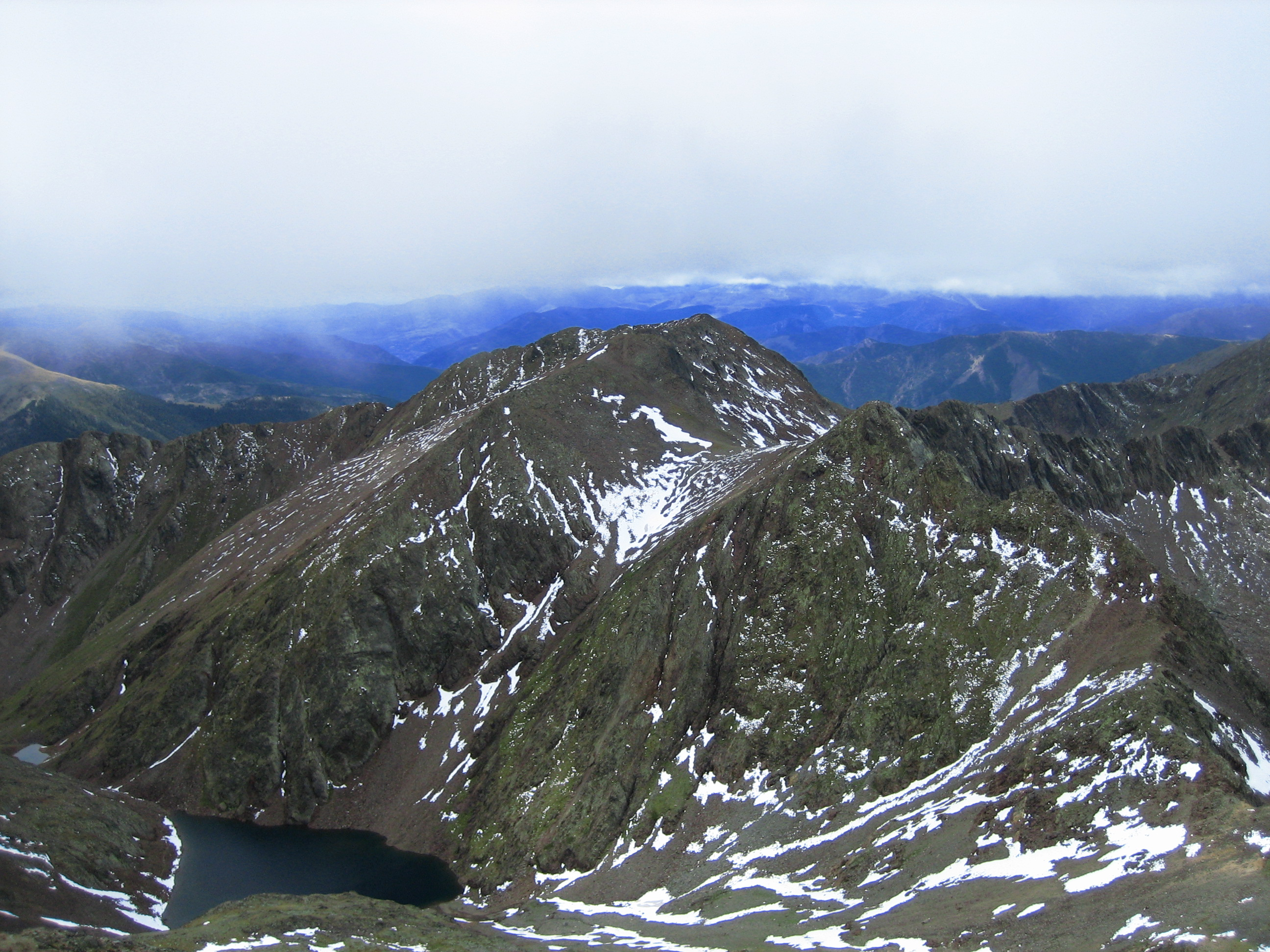
Panorama vanop de Pic de Comapedrosa (La Massana)

Andorra heeft een oppervlakte van 468 km². Het prinsdom heeft 120,3 kilometer aan landsgrenzen: 56,6 kilometer met Frankrijk en 63,7 kilometer met Spanje.
Vanwege zijn ligging in de oostelijke Pyreneeën bestaat Andorra hoofdzakelijk uit ruwe bergen met een gemiddelde hoogte van 1996 meter. De hoogste top is de Pic de Comapedrosa (gelegen in het gelijknamige massief bij Arinsal in de parochie La Massana) met een hoogte van 2946 meter. De bergen worden van elkaar gescheiden door drie smalle valleien in een vorm van een Y; deze wordt gevormd door de Valira del Nord en de Valira d'Orient die in Escaldes-Engordany samenvloeien en zo de Valira vormen. Deze laatste rivier steekt in Sant Julià de Lòria de Spaanse grens over en mondt uiteindelijk uit in de Segre. De plek waar de Valira het land verlaat is met een hoogte van 840 meter het laagstgelegen punt van Andorra.
La Massana bevat de vijf hoogste toppen van het land. In Encamp bevinden zich de grootste meren. De meest ongerepte natuur is te vinden bij Grau Roig, in de parochie Encamp.
Tot 's lands natuurlijke rijkdommen behoren waterkracht, mineraalwater, hout, ijzererts, lood. Lawines vormen het enige natuurlijke gevaar. De voornaamste milieubedreigende factoren in het land zijn ontbossing, gronderosie door overbegrazing van bergweiden, luchtvervuiling (met name Andorra la Vella is nogal vervuild omdat de gassen moeilijk weg kunnen door de ligging in het Valiradal) en afvalwaterbehandeling.

### Steden

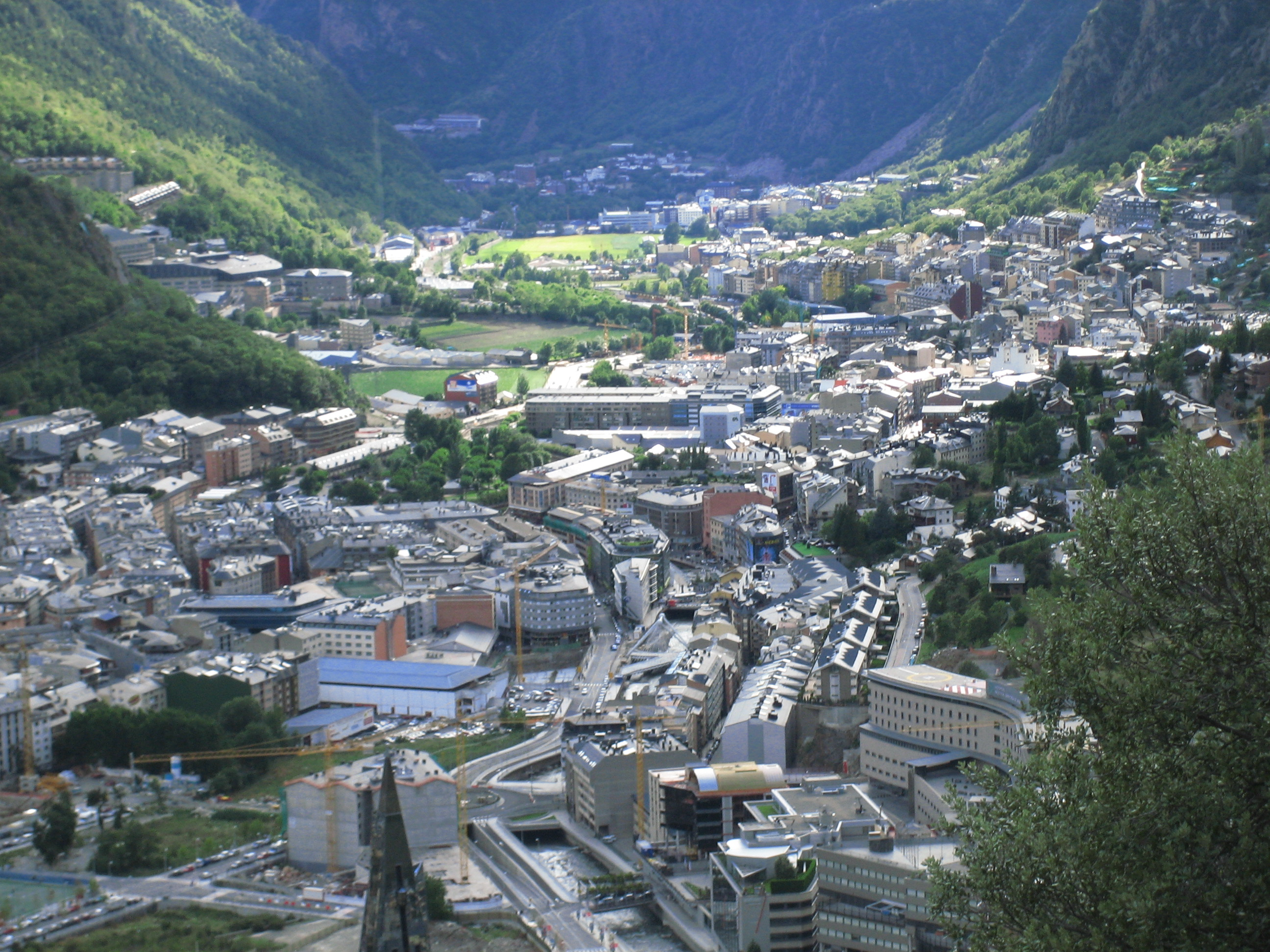
Zicht op Andorra la Vella

De hoofdstad Andorra la Vella is met 22.615 inwoners (2014) ook de grootste stad van het land. Daarna volgen Escaldes-Engordany (14.002 inwoners), Sant Julià de Lòria (7.652) en Encamp (7.473).

### Klimaat
Het klimaat van Andorra komt grotendeels overeen met het  klimaat van de buurlanden, maar vanwege zijn hogere ligging is er gemiddeld meer sneeuw in de winter en is het iets koeler in de zomer. De hoogste toppen van het land zijn in de zomer zelden met sneeuw bedekt.

## Politiek

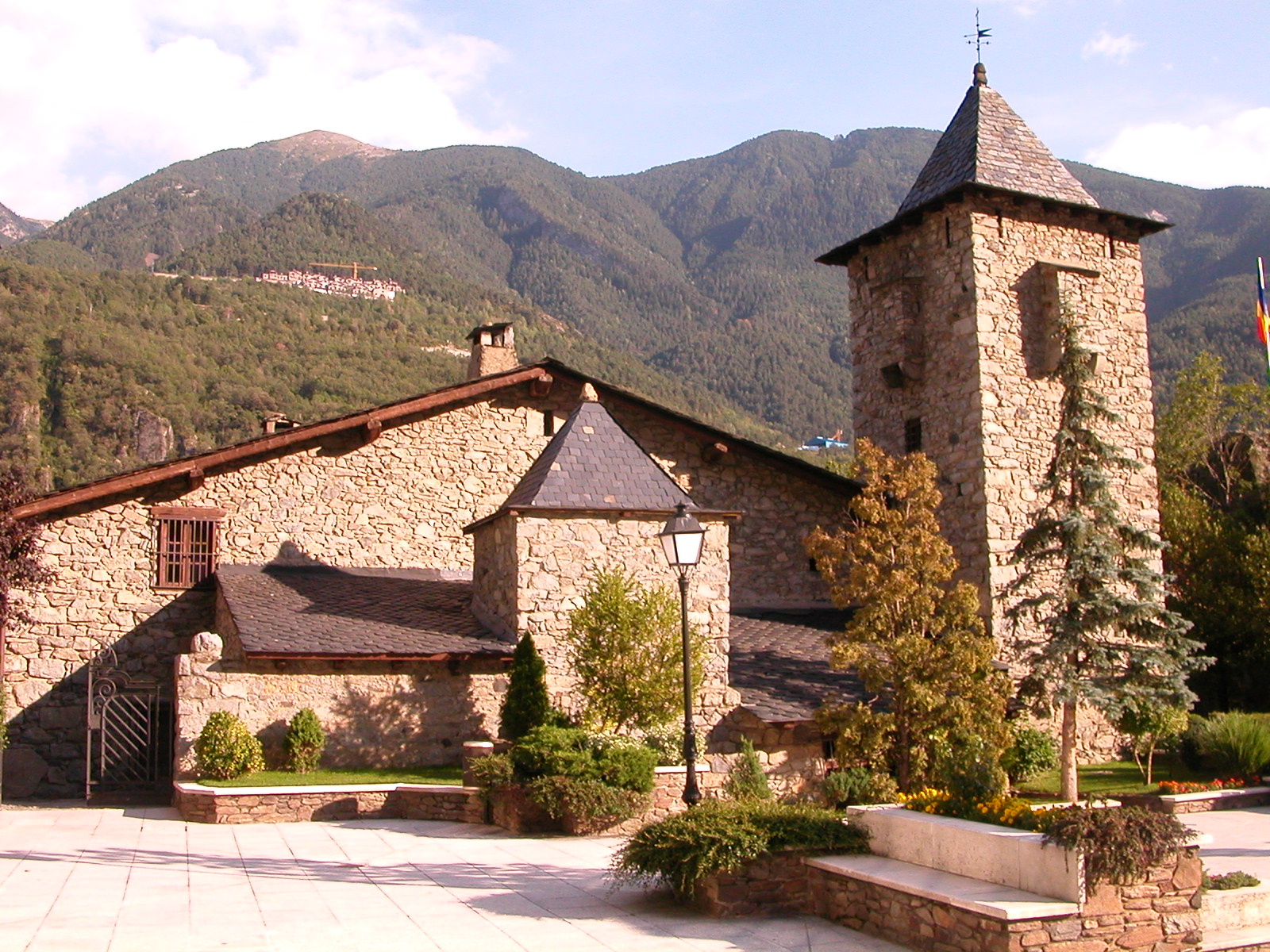
Casa de les Valls was tot 2014 de plek waar het Andorrese parlement bij elkaar kwam. Sindsdien wordt het alleen gebruikt voor ceremoniële bijeenkomsten van het parlement.

Tot de in 1993 aangenomen grondwet kende Andorra's politieke stelsel geen duidelijke scheiding van de uitvoerende, wetgevende en rechtsprekende macht. Andorra is een soevereine parlementaire democratie, die het historische bestel met twee coprinsen als staatshoofden behoudt, maar het regeringshoofd de uitvoerende macht biedt. De twee coprinsen regeren gelijkwaardig met beperkte bevoegdheden die geen veto over overheidshandelingen omvatten. Zij worden in Andorra vertegenwoordigd door een afgevaardigde.

### Monarchie
De manier waarop de twee prinsen worden gekozen maakt Andorra tot een van de politiek meest afwijkende landen op aarde. Een van de coprinsen is de president van Frankrijk, in mei 2017 werd Emmanuel Macron daartoe gekozen (het is historisch om het even welk staatshoofd van Frankrijk het betreft, ook koningen en keizers van Frankrijk zijn coprins geweest). De andere coprins is de katholieke bisschop van de Spaanse stad La Seu d'Urgell. Sinds 2025 is dat Josep-Lluís Serrano Pentinat. Omdat geen van beide prinsen in Andorra woont, is hun rol bijna volledig symbolisch.
De defensie van het land valt onder de verantwoordelijkheid van Frankrijk en Spanje.

### Wetgevende en uitvoerende macht
Het belangrijkste wetgevende orgaan van Andorra is de eenkamerige Algemene Raad van de Valleien (Consell General de les Valls), die 28 zetels telt. De helft van de parlementsleden (14) wordt verkozen via een stelsel van evenredige vertegenwoordiging, de andere helft volgens een districtenstelsel. Voor alle volksvertegenwoordigers geldt een termijn van vier jaar.
De regering (Govern) wordt gevormd door de regeringsleider (Cap de Govern), die verkozen wordt door de Algemene Raad, en de door hem aangestelde ministers. Sinds 2019 is Xavier Espot Zamora van de liberale Democraten voor Andorra regeringsleider.

### Partijen
De belangrijkste politieke partijen in Andorra zijn de Democraten voor Andorra (Demòcrates per Andorra, DA) van premier Zamora (11 zetels in het parlement), de centrumlinkse Sociaaldemocratische Partij (Partit Socialdemòcrata d'Andorra, PS) van voormalig premier Jaume Bartumeu (7 zetels) en de conservatieve Laurediaanse Unie (Unió Laurediana, UL) uit Sant Julià de Lòria (4 zetels).

## Bestuurlijke indeling

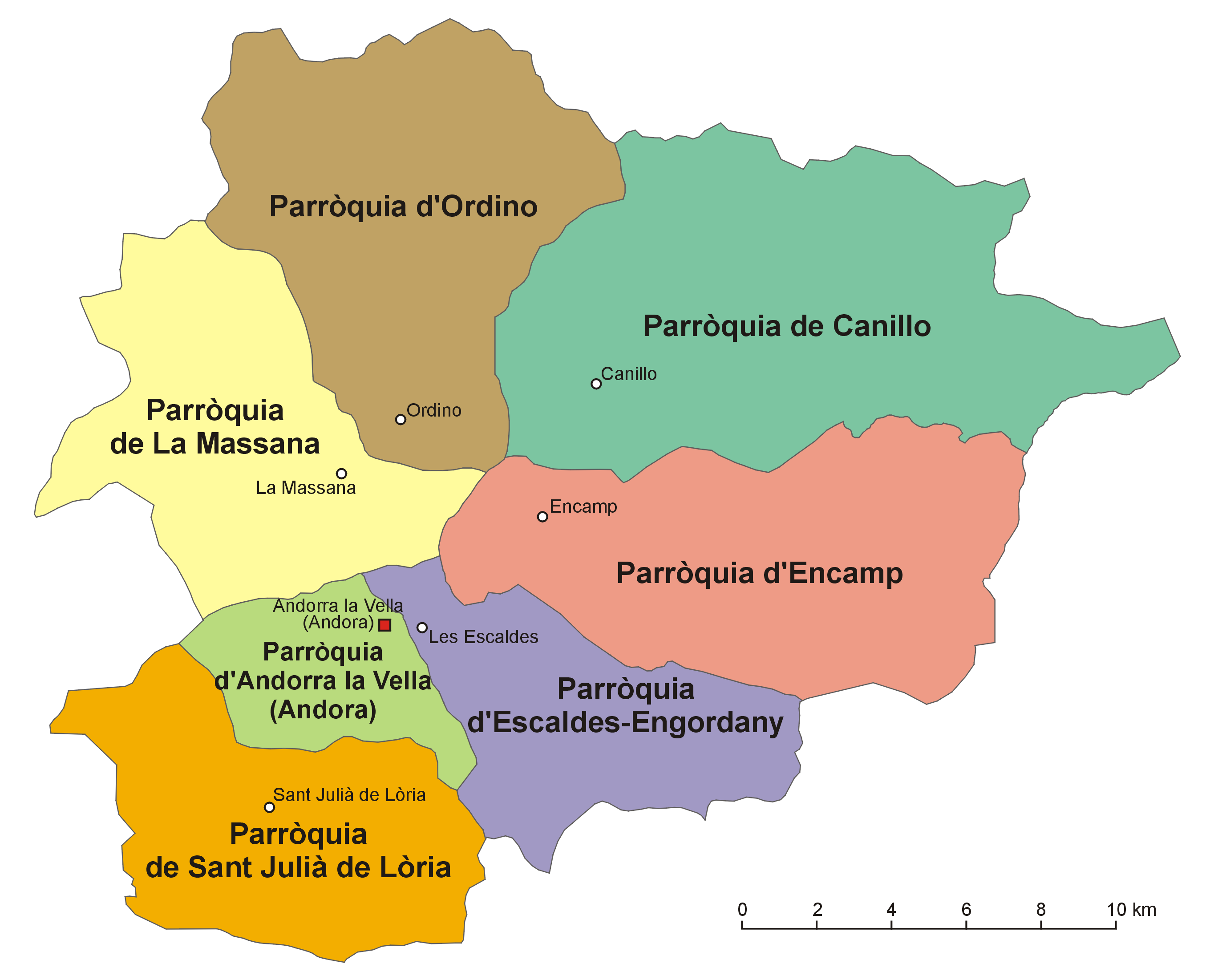
De parochies van Andorra

Andorra kent als tweede bestuurslaag, territoriale onderdelen waar regels vastgesteld en/of beslissingen worden genomen over bepaalde gebieden en/of hun bewoners, de zeven parochies (parròquies, enk. parròquia):
- Andorra la Vella (hoofdstad)
- Canillo (grootste parochie qua oppervlakte)
- Encamp (voornaamste Frankrijkverbinding)
- Escaldes-Engordany (opgericht als afsplitsing van Andorra la Vella)
- La Massana (hoogstgelegen parochie)
- Ordino (noordelijkste parochie)
- Sant Julià de Lòria (zuidelijkste parochie)

## Demografie
Andorrezen vormen een minderheid in hun eigen land; slechts 33% van de inwoners is in het bezit van de Andorrese nationaliteit. De grootste groep buitenlandse ingezetenen zijn de Spanjaarden (43%), die samen met de Portugese (11%) en de Franse (7%) ingezetenen de grootste buitenlandse groepen vertegenwoordigen. De resterende 6% behoort tot verschillende andere nationaliteiten. Tussen 1990 en 1997 werd een gemiddelde bevolkingsgroei van 5,0% gemeten. Wie in Andorra geboren is of er vanaf 1961 woont, komt voor naturalisatie in aanmerking. Een dubbele nationaliteit is niet toegestaan. Het is buitenlanders niet toegestaan in Andorra grond te kopen.
Volgens de grondwet is de enige officiële landstaal van Andorra het Catalaans. Deze taal wordt ook gesproken in de aangrenzende Spaanse autonome regio Catalonië, waarmee Andorra vele culturele trekken deelt. Slechts 39,5% van de bevolking sprak in 2018 echter Catalaans; 43,8% sprak Spaans. Daarnaast wordt ook het Frans (9,7%) door een deel van de bevolking gesproken. Vanwege het aanzienlijke aantal Portugese migranten is Portugees zelfs nog een grotere taal (18,6%).
Het overgrote deel van de Andorrezen is katholiek (zie katholieke kerk in Andorra). Andorra kent een hoge welvaart; de levensverwachting ligt hoger dan 80 jaar en samen met Japan kent Andorra de laagste kindersterfte ter wereld.

## Economie
In 2002 had Andorra een werkloosheidspercentage van 0%, de inflatie bedroeg 3,4% en het jaar ervoor had het vorstendom voor 58 miljoen Amerikaanse dollar geëxporteerd. Deze export bestaat voornamelijk uit machines (16%), transportmiddelen (14%), papier (13%), sigaretten, sigaren en meubels. Andorra's belangrijkste exportpartners zijn Spanje (60%) en Frankrijk (31%). Geïmporteerd werd er in hetzelfde jaar voor 1,222 miljard euro, voornamelijk voedingsmiddelen (23%) en machines (17%) uit Spanje (45%) en Frankrijk (29%).
Het toerisme vormt de belangrijkste pijler van Andorra's kleine economie en vertegenwoordigt ruwweg 80% van het bbp. Jaarlijks wordt het land bezocht door naar schatting 9 miljoen toeristen, aangetrokken door de belastingvrije status van Andorra en door de vele recreatiemogelijkheden, zowel in de zomer als in de winter.
Veel bezoekers zijn dagjesmensen uit het zuiden van Frankrijk en uit Catalonië. Er is een directe busverbinding tussen Andorra en het Aeroport de Barcelona-El Prat. Met de auto is het vanaf de grote steden zo'n 2 à 3 uur rijden.
Het relatieve voordeel van Andorra is deels verloren gegaan vanwege de openstelling van de Franse en de Spaanse economie, waardoor daar meer goederen tegen lagere prijzen te krijgen zijn.
Het bankwezen draagt, door 's lands reputatie van belastingparadijs, ook wezenlijk bij aan de economie. De landbouwproductie is beperkt – slechts 2% van het land is bebouwbaar – en het meeste voedsel moet worden geïmporteerd. De belangrijkste veeteelt is het fokken van schapen.
Andorra is geen volwaardig lid van de Europese Unie, maar geniet een speciale verhouding met de Unie. Zo wordt het bijvoorbeeld behandeld als lid van de EU voor handel in vervaardigde goederen, maar niet als het gaat om landbouwproducten. Voor de invoering van de euro gebruikte Andorra de munteenheden van de twee omringende naties, de Franse frank en de peseta. Bij de invoering van de euro is Andorra mee op deze munt overgeschakeld, maar in tegenstelling tot Monaco, San Marino en Vaticaanstad had Andorra nog geen eigen euromuntstukken. In oktober 2004 begonnen de onderhandelingen tussen Andorra en de EU met een overeenkomst die toestond dat Andorra zijn eigen munten mag slaan. Op 30 juni 2011 werd bekendgemaakt dat Andorra en de EU een overeenkomst hebben getekend. Hierin werd geregeld dat Andorra per 1 juli 2013 de euro officieel in zou voeren. Sinds die datum mag Andorra ook eigen euromunten slaan. Van dat recht maakte Andorra in 2014 voor het eerst gebruik en de eerste Andorrese euromunten kwamen in het begin van 2015 in omloop. Andorra geeft geen eigen eurobiljetten uit. Andorra maakt geen deel uit van de Schengenzone. Daar waar Monaco, San Marino en Vaticaanstad met hun buurlanden aanvullende afspraken hebben gemaakt voor vrij verkeer van personen, handhaaft Andorra grenscontroles.
In de praktijk controleert Andorra nauwelijks inkomende auto's, wel wordt er willekeurig gecontroleerd bij de Spaanse grens door de Guardia Civil om te controleren of er niet te veel tabak of alcohol, of in Spanje verboden voorwerpen als tasers, pepperspray of stiletto's ingevoerd worden.

## Cultuur

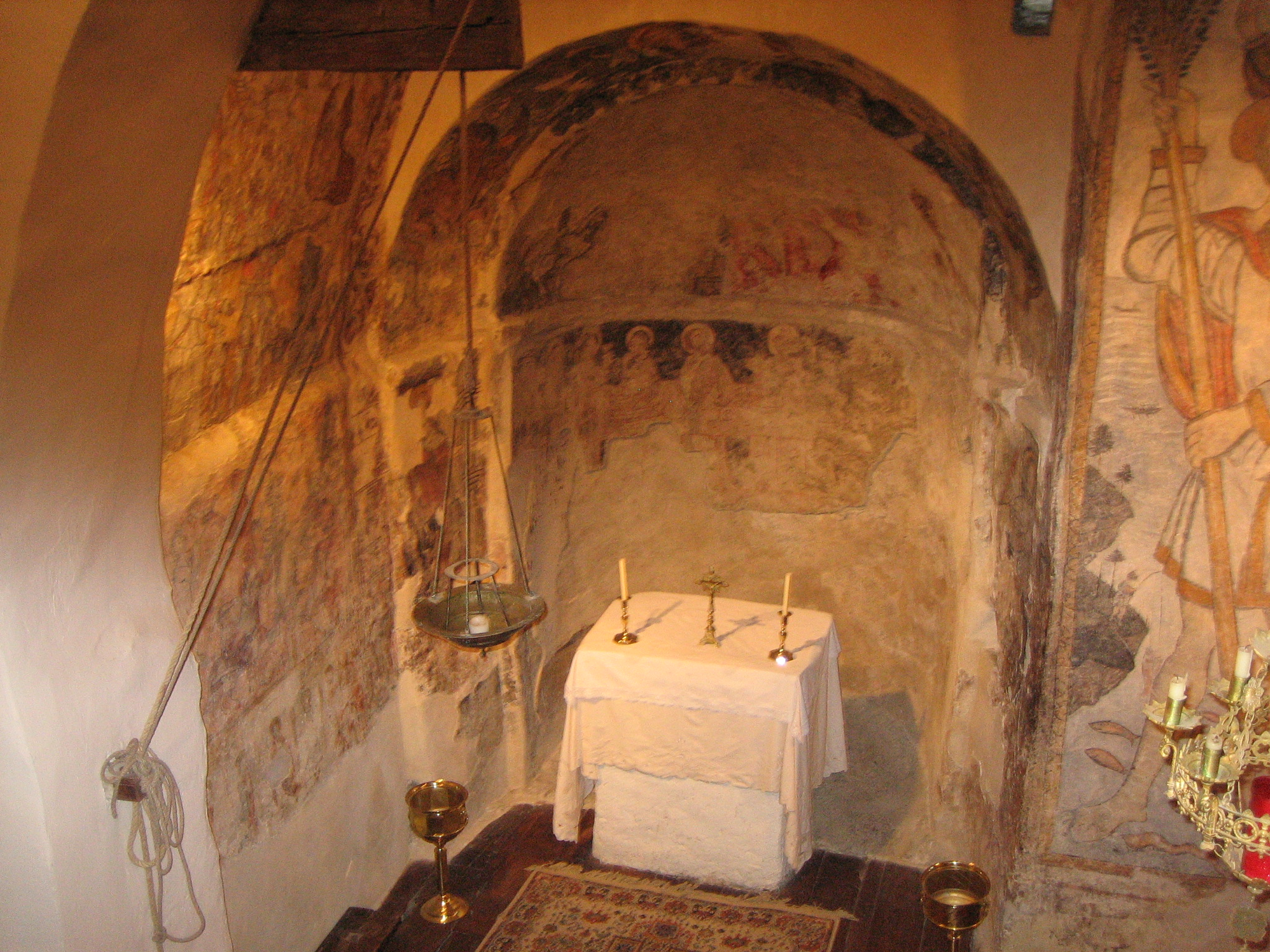
Interieur van de Sint-Christoffelkerk van Anyós (La Massana)

### Gastronomie
De verschillen tussen de Andorrese keuken en die van nabijgelegen Catalaanstalige gebieden zoals Cerdanya en vooral Alt Urgell, waarmee Andorra sterke culturele banden heeft, zijn beperkt. De Andorrese gastronomie is tot de Catalaanse keuken te rekenen, al kent Andorra bijkomende Franse en Italiaanse invloeden, zoals de gewoonte om vis en vlees met saus te serveren, of het gebruik van pasta's.
Andorra's keuken is een natuurlijke keuken die hoofdzakelijk werkt met producten afkomstig van de zelfvoorzienende economieën van de drie valleien, zoals spek, vis, vlees (met name konijn, lam en geitenlam), groenten, graangewassen en bosvruchten. De worsten en kazen waar Andorra om bekend staat worden vaak geserveerd als tapas.

### Onderwijs
In het prinsdom bevinden zich twee instellingen voor hoger onderwijs: de La Salle-universiteit in La Massana, en de Universiteit van Andorra die een campus heeft in Sant Julià de Lòria.

### Media
De particuliere zender Radio Andorra was tussen 1939 en 1981 de belangrijkste radiozender van het land met internationale uitstraling. De muziekzender richtte zich vooral op Franse luisteraars, maar was in een groot deel van Europa te ontvangen en werd beluisterd over het hele continent. Het station heeft Andorra bekendheid gegeven in de rest van de wereld en het land uit het isolement gehaald waar het tot dan toe in had gezeten.
De staatsomroep van Andorra is ondergebracht in het autonome overheidsbedrijf RTVA. Dit bedrijf beschikt over één televisiekanaal, ATV, en twee radiostations, RNA en Andorra Música. Het bedrijf bestaat sinds 1989, de eerste radio-uitzending vond plaats in 1990 en de eerste televisie-uitzending in 1995. In 2003 is het land lid geworden van de Europese Radio-unie, waardoor het vanaf 2004 mee kon doen aan het Eurovisiesongfestival. De omroep heeft dit zes keer gedaan, maar zag zich in 2009 uit budgettaire overwegingen genoodzaakt hiermee te stoppen.
De belangrijkste bladen van Andorra zijn Diari d'Andorra en El Periòdic d'Andorra. Diari d'Andorra wordt uitgegeven door Premsa Andorrana, dat onder de naam Edicions del Diari d'Andorra ook het huis-aan-huisblad 7 dies en boeken uitgeeft. El Periòdic werd in 1997 opgericht door het Spaanse Grupo Zeta, maar is inmiddels verkocht aan het bedrijf Andorrana de Publicacions.